# Пјано Стопа (Палермо)
Пјано Стопа је насеље у Италији у округу Палермо, региону Сицилија.
Према процени из 2011. у насељу је живело 43 становника. Насеље се налази на надморској висини од 242 м.